# Молодёжный (Парфеньевский район)
Молодёжный — посёлок в Костромском районе Костромской области. Входит в состав Парфеньевского сельского поселения.

## История
В 1966 г. указом президиума ВС РСФСР поселок льнозавода переименован в Молодёжный.

## Население
| 2008 | 2010 | 2014 |
| ---- | ---- | ---- |
| 4    | ↗7   | ↘1   |